# Miani (Sargodha)
Miani és una ciutat i municipalitat del districte de Sargodha (fins al 1914 anomenat districte de Shahpur) al Panjab (Pakistan) amb una població d'uns 25.000 habitants (7.220 el 1901), a la riba del riu Jhelum, enfront de Pind Dadan Khan, i a poca distància de les muntanyes Khewra, de les que era el dipòsit de les mines de sal, fins que el ferrocarril del Nord-oest va arruïnar aquesta activitat.
La ciutat es va dir antigament Shamsabad però fou arrossegada per una crescuda del riu i va desaparèixer. Asaf Khan, el sogre de Shah Jahan, la va reconstruir. El 1754 fou saquejada per Nur al-Din, general d'Ahmad Shah Abdali. El 1783 va caure en mans de Mahan Singh, el pare de Ranjit Singh, que la va restaurar el 1787 i va reobrir el mercat de sal. Va formar part del regne sikh de Lahore fins al 1849 quan va passar als britànics amb tot el Panjab. El 1867 es va formar la municipalitat.